# 繁田知里
繁田 知里（しげた ちさと、1970年1月5日 - ）は、京都府京都市出身の日本の女優。本名同じ。かつてはワンダーランド・エージェンシーに所属していた。

## 来歴・人物
光華高等学校卒業。1987年、CBSソニーグループ主催の『DUET 2WAY CONTEST '87』でベストパフォーマンス賞受賞をきっかけに芸能界入り。
特技はバトントワリング、ジャズダンス。妹が居る。

## 出演

### 映画
- 「恋はいつもアマンドピンク」（1988年2月11日） - 麻美 役

### テレビドラマ
- 美少女学園 スペシャル（1988年1月3日、テレビ朝日）
- 銀河テレビ小説（NHK）
  - 総務部総務課山口六平太（1988年7月25日 - 8月12日） - 朱実 役
- 連続テレビ小説（NHK）
  - 純ちゃんの応援歌　第74話 - 第78話・第117話 - 第120話・第122話 - 第125話・第130話 - 第132話・第140話・第145話（1988年12月27日 - 1989年1月6日・2月21日 - 2月24日・2月27日 - 3月2日・3月8日 - 3月10日・3月20日・3月25日） - 牛山（興園寺）綾 役[3]
  - 和っこの金メダル（1989年10月2日 - 1990年3月31日） - 中島美子 役[2]
- あなたでなければ…　第1話・第2話（1993年6月8日・6月15日、テレビ朝日）
- 喧嘩屋右近 第3シリーズ　第1話（1994年10月7日、テレビ東京）
- 火曜サスペンス劇場・小京都ミステリー　第19作（1997年1月7日、日本テレビ） - 三国晴美 役

### テレビその他
- ドーナツ6（TBS）[2]